# جون رودني
جون رودني (بالإنجليزية: John Rodney)‏ هو ممثل أمريكي، ولد في 7 مارس 1914 في الولايات المتحدة، وتوفي في 1996.

## وصلات خارجية
- جون رودني على موقع IMDb (الإنجليزية)
- جون رودني على موقع أول موفي (الإنجليزية)
- جون رودني على موقع قاعدة بيانات الفيلم (الإنجليزية)